# Municipio de Santiago Texcalcingo
El municipio de Santiago Texcalcingo es uno de los 570 municipios del estado mexicano de Oaxaca. Su cabecera es la localidad de Santiago Texcalcingo.
Uno de los municipios donde la ignorancia abunda demasiado, dónde los únicos que progresan son los presidentes municipales, pues después de servir o incluso meses antes, empiezan a construir su patrimonio a base de robos en el presupuesto de la comunidad, algunos de los que ocupan otros cargos en el cabildo, no saben ni leer o usar perfectamente algún teléfono. 
Municipio donde si quieres ser presidente solo basta con pagarle 500 pesos a un conocido para que diga que tú eres el apto para ocupar dicho cargo, dónde los usos y costumbres han deteriorado todo el municipio e impedido su progreso, dónde todos los que tuvieron cargos altos en el municipio solo han robado para beneficio propio, incluso puedes ver a los que viven en la zona céntrica del municipio que ya hasta tiendas o casas nuevas hay a base del dinero del pueblo, dónde hasta carros y mototaxis se han comprado, para después sentirse hechos y soñados cuando la única manera de que pudieron lograrlo es cometiendo un robo.

## Geografía
El municipio de Santiago Texcalcingo colinda al norte con el estado de Puebla y al sur con los municipios de Santa María Teopoxco y de Teotitlán de Flores Magón.

## Localidades
El municipio de Santiago Texcalcingo está integrado por nueve localidades.
| Localidad            | Población (2020) |
| -------------------- | ---------------- |
| Santiago Texcalcingo | 748              |
| Tepantitlán          | 598              |
| Pelixtitlan          | 420              |

## Gobierno
El municipio de Santiago Texcalcingo se rige mediante el sistema de usos y costumbres.
| Presidente municipal     | Periodo   |
| ------------------------ | --------- |
| Roberto Morales Pérez    | 1999-2001 |
| Basilio Alvarado Pérez   | 2002-2004 |
| Perfecto Osorio Valdivia | 2005-2007 |
| Fermín Pérez Pérez       | 2008-2010 |
| Saturnino Morales Pérez  | 2011-2013 |
| Fausto Bonfil Sánchez    | 2013-2016 |
| Jeremías Alvarado Pérez  | 2017-2019 |
| Rubén Carrera López      | 2020-2022 |
| Simeón Pérez Osorio      | 2023-2025 |